# Лёвенштейн, Меир-Давид
Меир-Давид Лёвенштейн (ивр. מאיר-דוד לוונשטיין‎; 1 июня 1904, Копенгаген — 15 августа 1995, Бней-Брак, Тель-Авивский округ) — израильский раввин, общественный и политический деятель. В 1948 году был среди подписавших Декларацию независимости Израиля, депутат кнессета 1-го созыва от «Объединённого религиозного фронта».

## Биография
Родился 6 января 1904 года в Копенгагене, Королевство Дания, в семье раввина Тувьи Лёвенштейна и его жены Фрумы. Учился в бизнес-школе в Цюрихе, а затем учился в еврейской религиозной семинарии в Амстердаме. В юности стал участником движения молодёжного движения «Агудат Исраэль».
В 1934 году репатриировался в Подмандатную Палестину, был активным участником «Агудат Исраэль».
14 мая 1948 года подписал Декларацию независимости Израиля. В 1948—1948 годах был членом временного государственного совета. В 1949 году избран депутатом кнессета 1-го созыва от «Объединённого религиозного фронта» работал в законодательной комиссии и комиссии по образованию и культуре.
Умер 15 августа 1995 года.